# Hachim Mastour
Hachim Mastour (ara. هاشم مستور‎) (Reggio Emilia, 19. lipnja 1998.) je talijansko-marokanski nogometaš. Trenutačno igra za Union de Touarga. Mastour također igra za marokansku nogometnu reprezentaciju. Igra prvenstveno kao napadački veznjak, i postao je najmlađi igrač koji predstavlja Maroko na višoj međunarodnoj razini.

## Klupska karijera
Mastour je rođen kao dijete marokanskih roditelja u talijanskom gradu, Reggio Emilia. S 14 godina u srpnju 2012. godine, Mastour je se pridružio A.C. Milanu iz kluba AC Reggiana iz Reggio Emilije. 
Tadašnji trener A.C. Milana, Clarence Seedorf, ga je doveo u prvoj selekciji milanskog kluba za zadnju ligašku utakmicu sezone u 2013/14. Mastour je mogao postati najmlađi igrač ikada, koji je debitirao u Seriji A, međutim Seedorf ga nije uveo u igru protiv U.S. Sassuola.
Dana 31. kolovoza 2015. godine, Mastour je posuđen španjolskoj Málagi CF za dvije sezone, na zahtjevu vlasnika kluba Abdullah al-Thani. U srpnju 2016. godine Mastour se vratio u A.C. Milan. Potom je Mastour posuđen nizozemskom PEC Zwolle.
U rujnu 2018. godine je se Mastour pridružio grčkom klubu PAS Lamia 1964 kao slobodan igrač. Tijekom svog debija za Grke je promašio jedanaesterac. U veljači 2019. godine je klub iz Lamije objavio da je Marokanac "nestao". Potom je Mastour izjavio kako se u prosincu 2018. vratio u Milano zbog ozljede. U ožujku 2019. godine je Lamia raskinula ugovor s Mastourem.

## Reprezentativna karijera
Mastour je igrao šest puta i zabio jednom za Italiju ispod 16 godina. Debitirao je za tu ekipu 18. kolovoza 2013. igrajući prvo poluvrijeme u prijateljskoj utakmici protiv svoji vršjaka iz Katara. Sljedeće godine je zabio svoj jedini gol protiv Hrvatske u Umagu.
Mastour je imao pravo zaigrati za Italiju i za Maroko. U svibnju 2015. godine je Mastour izjavio da će predstavljati Maroko, zato što osjeća da je Maroko njegova domovina. Talijanske novine La Gazzetta dello Sport su objavile kako je Italija izgubila talentiranog igrača s njegovom odlukom.
Mjesec dana kasnije je debitirao za Maroko u kvalifikacijskoj utakmici za Afrički kup nacija protiv Libije u Agadiru. Debitirao je kao zamjena za Nordina Amrabata dvije minute prije kraja utakmice. Tako je Mastour postao najmlađi debitant u povijesti marokanske nogometne reprezentacije, sa 16 godina i 363 dana.